# 欧洲质量奖
歐洲品質獎是1991年10月欧洲质量管理基金会（EFQM）与欧盟委员会和欧洲质量组织合作创設。这一奖项旨在促使欧洲社会，尤其是欧洲的企业，认识到质量对于全球市场竞争以及它们的生活标准的重要性。欧洲质量奖由两部分组成：欧洲质量奖励授予符合评价标准在质量管理实践方面表现卓越的公司；欧洲质量奖授予最成功的申请者。1992年的首次评奖颁发了四项质量奖励和一项质量奖。